# Nguru (Nigeria)
Nguru è una delle diciassette aree a governo locale (local government area) in cui è suddiviso lo stato di Yobe, in Nigeria. Estesa su una superficie di 916 chilometri quadrati, conta una popolazione di 150.632 abitanti.